# Parco nazionale dell'Appennino Tosco-Emiliano
Il Parco nazionale dell'Appennino Tosco-Emiliano è un parco nazionale che è stato istituito con decreto del Presidente della Repubblica in data 21 maggio 2001. Il suo territorio si estende per oltre 26.000 ettari lungo la dorsale appenninica tra l'Emilia-Romagna e la Toscana interessando le province di Massa-Carrara, Lucca, Reggio Emilia e Parma. Confina con 4 riserve naturali statali:
- Pania di Corfino
- Guadine Pradaccio
- Lamarossa
- Orecchiella

## Storia
L'Ente Parco Nazionale dell'Appennino tosco emiliano è un "Ente pubblico autonomo non economico" la cui attività è regolata dalla legge quadro sulle aree protette: la nº 394 del 1991.
L'Ente Parco è sottoposto alla vigilanza del Ministero dell'Ambiente. Il decreto istitutivo che ha segnato la nascita di questo Parco Nazionale è assai recente, si tratta del Decreto del Presidente della Repubblica del 21 maggio del 2001, è tra i quattro Parchi Nazionali più giovani d'Italia e nasce dall'unione di territori appartenuti in precedenza a Parchi regionali, quello del Gigante e quello dei Cento Laghi, insieme a territori che non erano mai entrati a far parte di aree protette: ad esempio, alcune aree del comune di Corniglio già comprese all'interno del Parco dei Cento Laghi sono state incluse nel nuovo parco nazionale, mentre il Parco dei Cento Laghi è stato rinominato Parco regionale delle Valli del Cedra e del Parma e ha subito una trasformazione dei suoi confini, definiti dalla L. Reg. n.7/2004, recante Disposizioni in materia ambientale, modifiche ed integrazioni a leggi regionali, mentre il Parco del Gigante è stato soppresso e incluso nel Parco nazionale con l'art. 70 della L. Reg. n.6/2005.
Gli ultimi territori sono stati annessi al Parco nazionale nel corso del 2010. 
Nel 2021 alcune associazioni ecologiste hanno proposto di allargarne il perimetro al fine di includere al suo interno anche l'attuale Parco naturale regionale delle Alpi Apuane.

## Geografia
Il territorio del Parco interessa una superficie di 26.149 ettari, di cui 16.424 in Emilia-Romagna e 7.
277 in Toscana e comprende le porzioni di crinale appenninico delle province di Lucca, Massa Carrara, Parma e Reggio Emilia tra le valli del Dolo, dell'Asta, del Secchia, dell'Enza, del Cedra, del Bratica e del Parma sul versante emiliano e per la Toscana tra le valli del Taverone e del Rosaro.

### Comuni appartenenti

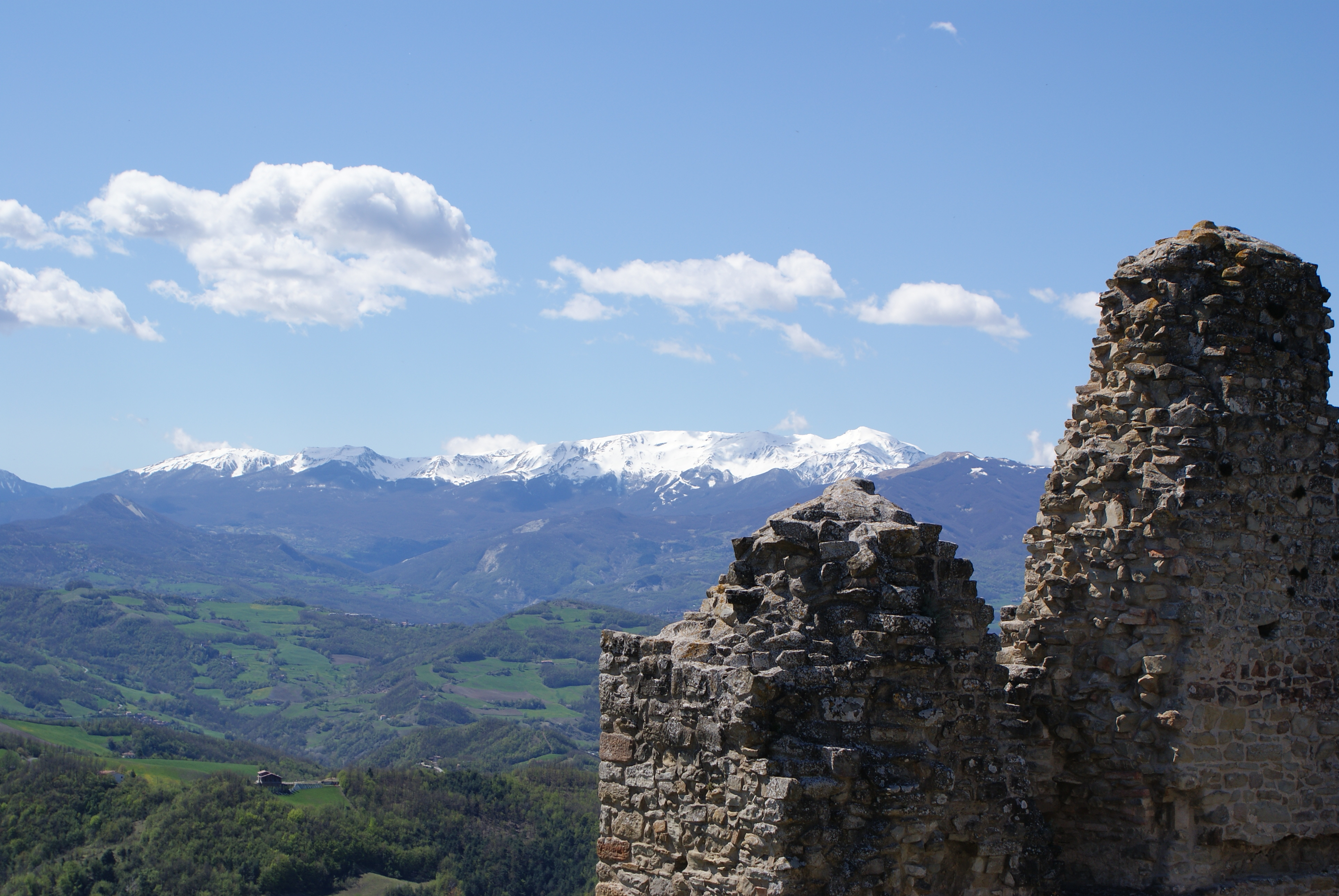
Monte Cusna

Nel Parco rientrano territori appartenenti a 13 Comuni, dei quali 5 situati in Emilia-Romagna e 8 in Toscana: Corniglio (PR), Monchio delle Corti (PR), Ventasso (RE), Villa Minozzo (RE), Castelnovo ne' Monti (RE), Sillano-Giuncugnano (LU), San Romano di Garfagnana (LU), Villa Collemandina (LU), Bagnone (MS), Comano (MS), Filattiera (MS), Fivizzano (MS), Licciana Nardi (MS).
Tra i passi di Cirone e delle Forbici si ergono le vette dell'Alpe di Succiso, del Monte Prado e del Monte Cusna che superano i 2.000 metri. Più in basso, sul versante emiliano, la Pietra di Bismantova domina il paesaggio con le sue pareti verticali a fianco del fiume Secchia.
Il Parco Nazionale dell'Appennino Tosco Emiliano vanta una straordinaria ricchezza di ambienti, dai boschi di faggi ai castagneti, dalle praterie, antichi pascoli per migliaia di capi di ovini, alle brughiere di piante di mirtillo e ancora laghi di origine glaciale, cascate, pareti rocciose antichissime come la Pietra di Bismantova o i Gessi Triassici. La fauna conta animali come il lupo, il cervo, il capriolo, il tasso e l'aquila reale e sono presenti rarità botaniche che fanno di intere zone veri e propri giardini botanici naturali.
Il valore turistico di quest'area naturale punta anche sui prodotti tipici del territorio come il Prosciutto di Parma e il Parmigiano Reggiano sul versante emiliano ed il Miele della Lunigiana (D.O.P.) o il Farro della Garfagnana (I.G.P.) sul versante toscano.

### Orografia

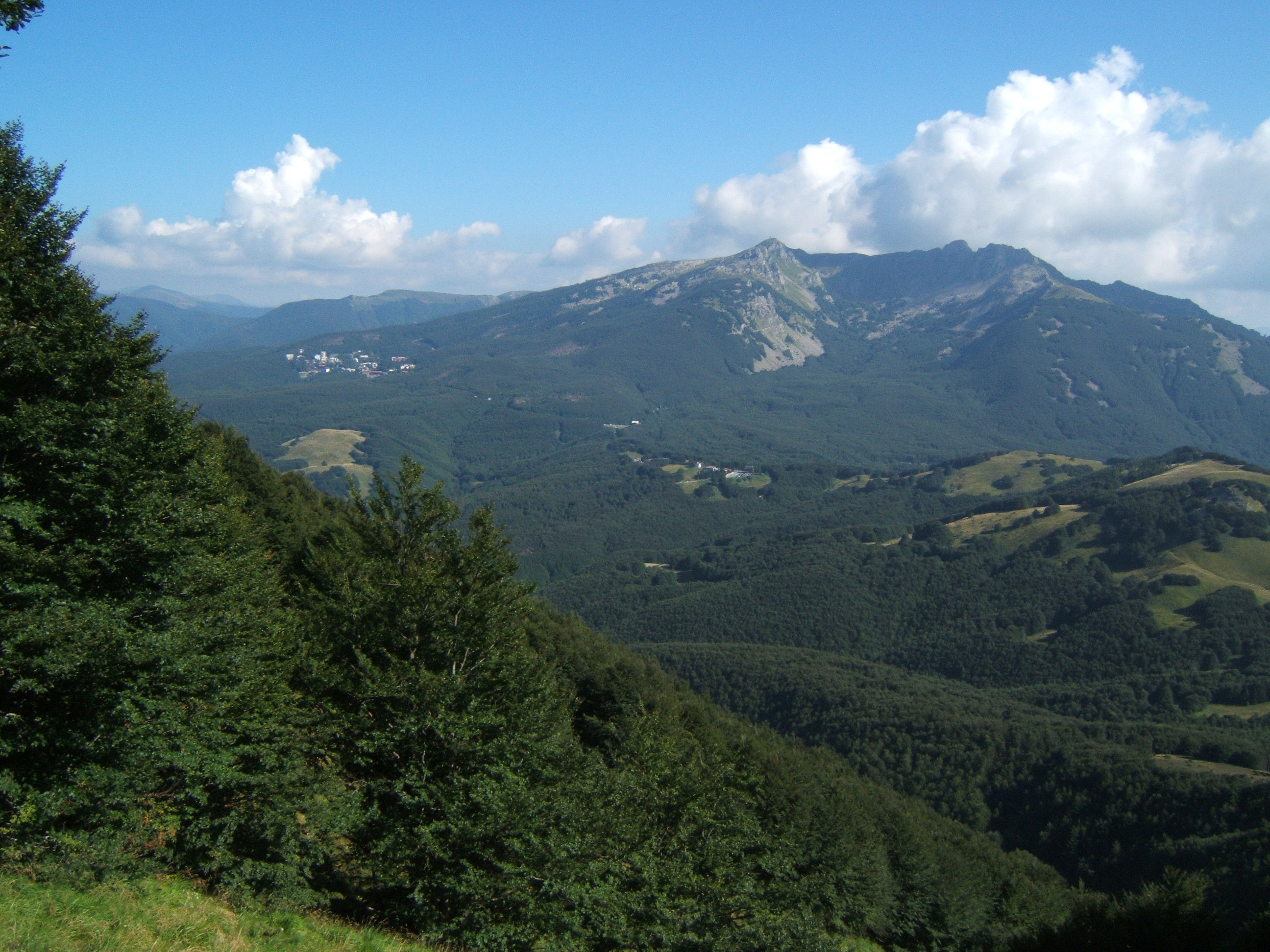
Monte La Nuda con Cerreto Laghi e il Passo del Cerreto.

Le cime principali sono:
- Monte Cusna (m 2121)
- Monte Prado (m 2053)
- Alpe di Succiso (m 2017)
- Monte la Nuda (m 1893)
- Monte Sillara (m 1861)
- Monte Marmagna (m 1851)
- Monte Orsaro (m 1830)
- Monte Ventasso (m 1727)
- Pania di Corfino (m 1603)
- Monte Giogo (m 1518)
- Pietra di Bismantova (m 1041)

## Flora

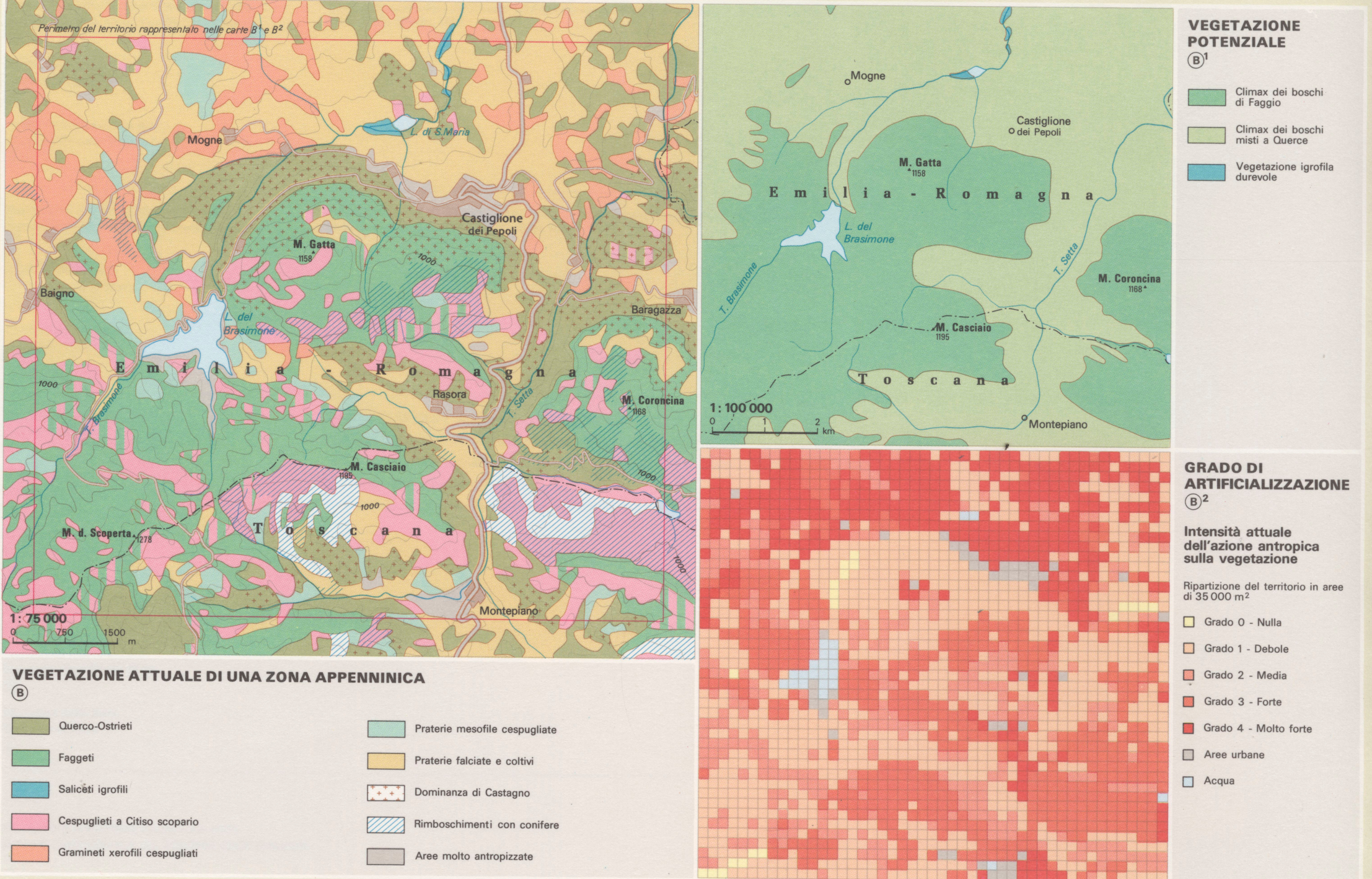
Esempi di vegetazione di una zona appenninica, vegetazione potenziale e grado di artificializzazione

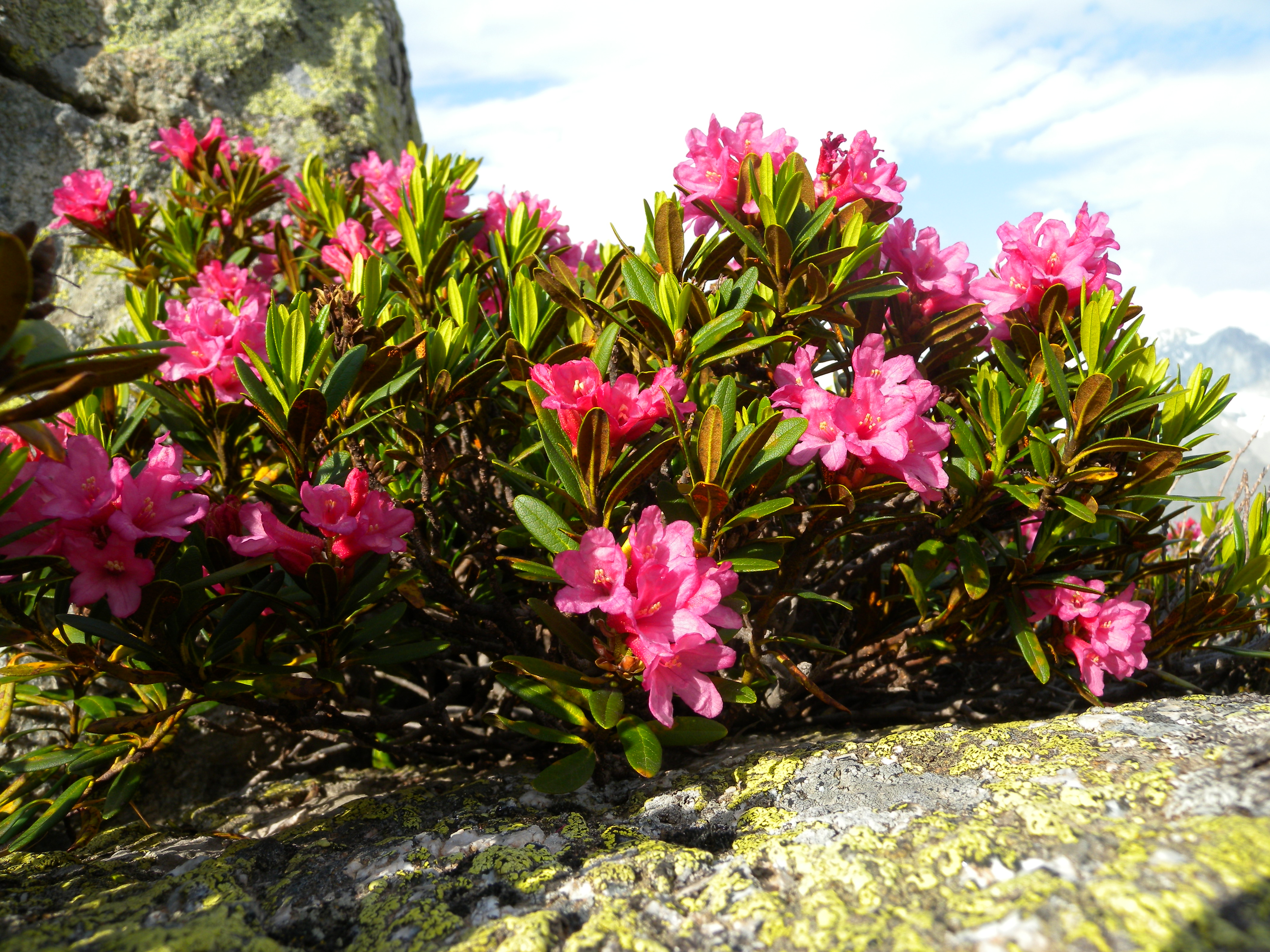
Rododendro

La varietà floristica che si riscontra in questo territorio deriva dall'ubicazione dell'area protetta al confine tra il clima mediterraneo e quello continentale, oltre che dalle quote raggiunte dalle montagne più alte e comprende specie endemiche, artico-alpine, mediterranee ma anche relitti glaciali e specie rare come la Primula appenninica

### Primula appenninica
Primula apennina Widmer, volgarmente nota con il nome di Primula appenninica, è una delle specie endemiche che caratterizza il patrimonio floristico del Parco. È la sola primula a fiore rosa dell'Appennino settentrionale e vive esclusivamente sulle rupi silicee della catena nel tratto compreso tra il Monte Orsaro ed il Monte Vecchio, tra 1500 e 2000 m, soprattutto nei versanti esposti a Nord.
È una pianta perenne alta 3–8 cm, con un fusto legnoso breve e ingrossato. Le foglie coriacee di colore verde, sono disposte in una rosetta basale; sono ovali a margine dentellato nella parte apicale e ricoperte di peli.
In quanto specie protetta, non è consentita la raccolta.

### Giunchiglie di Logarghena

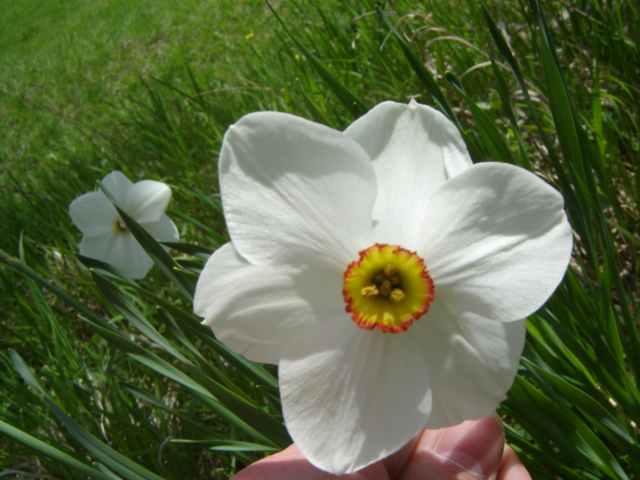
Giunchiglie

A primavera, le giunchiglie imbiancano le praterie più assolate del Parco e offrono panorami spettacolari soprattutto nelle ampie distese prative di Logarghena, a 1.000 m di quota, sul Monte Braiola e sul Monte Marinella sopra Sassalbo. Questi prati, un tempo venivano sfruttati intensamente per l'alpeggio del bestiame, attività ormai ridotta ma ancora praticata: non è difficile trovare ancora oggi al pascolo greggi di pecore di razza massese, dal tipico manto scuro. Dai prati, che dominano la Valle del Magra, si possono osservare le Alpi Apuane e le principali cime del crinale appenninico tosco-emiliano. I Prati, sono sempre stati meta di escursioni, passeggiate e picnic specialmente a maggio quando si raccoglie il Fiore della vita. Alcuni sentieri permettono di raggiungere il Monte Orsaro, il Monte Marmagna ed il Lago Santo parmense, attraversando brughiere a mirtilli e facendo sosta nei rifugi e bivacchi nella zona: il Rifugio Mattei, il Rifugio Mariotti e la Capanna Tifoni. Oggi, in quanto specie protetta, non è più consentita la raccolta delle giunchiglie.

### Abetina Reale

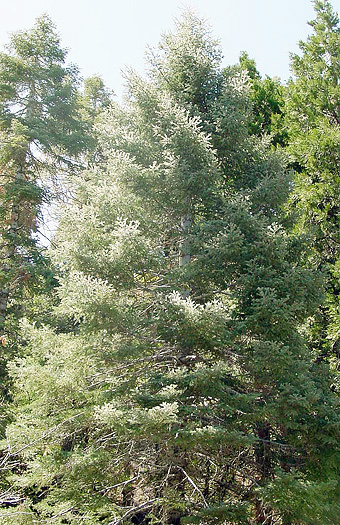
Abete bianco

Il bosco dell'Abetina Reale si sviluppa sul lato destro dell'Alta Valle delle Dolo fino al crinale appenninico al confine con la Garfagnana. È una delle poche foreste di abete bianco del Parco. Già feudo dei Canossa, diventa nel 1415 possedimento degli Estensi, i quali cominciano lo sfruttamento del legname che ha segnato questa foresta fino al XX secolo. Nel Seicento la famiglia Este costruisce qui la prima segheria idraulica oggi trasformata in rifugio per escursionisti.
Tra i piccoli nuclei spontanei di Abete bianco secolare, coesistono esemplari di impianto artificiale, derivati dall'attività economica legata alla segheria. L'Abetina Reale è anche al centro dei percorsi sciistici ed escursionistici della manifestazione invernale

### Castagneto

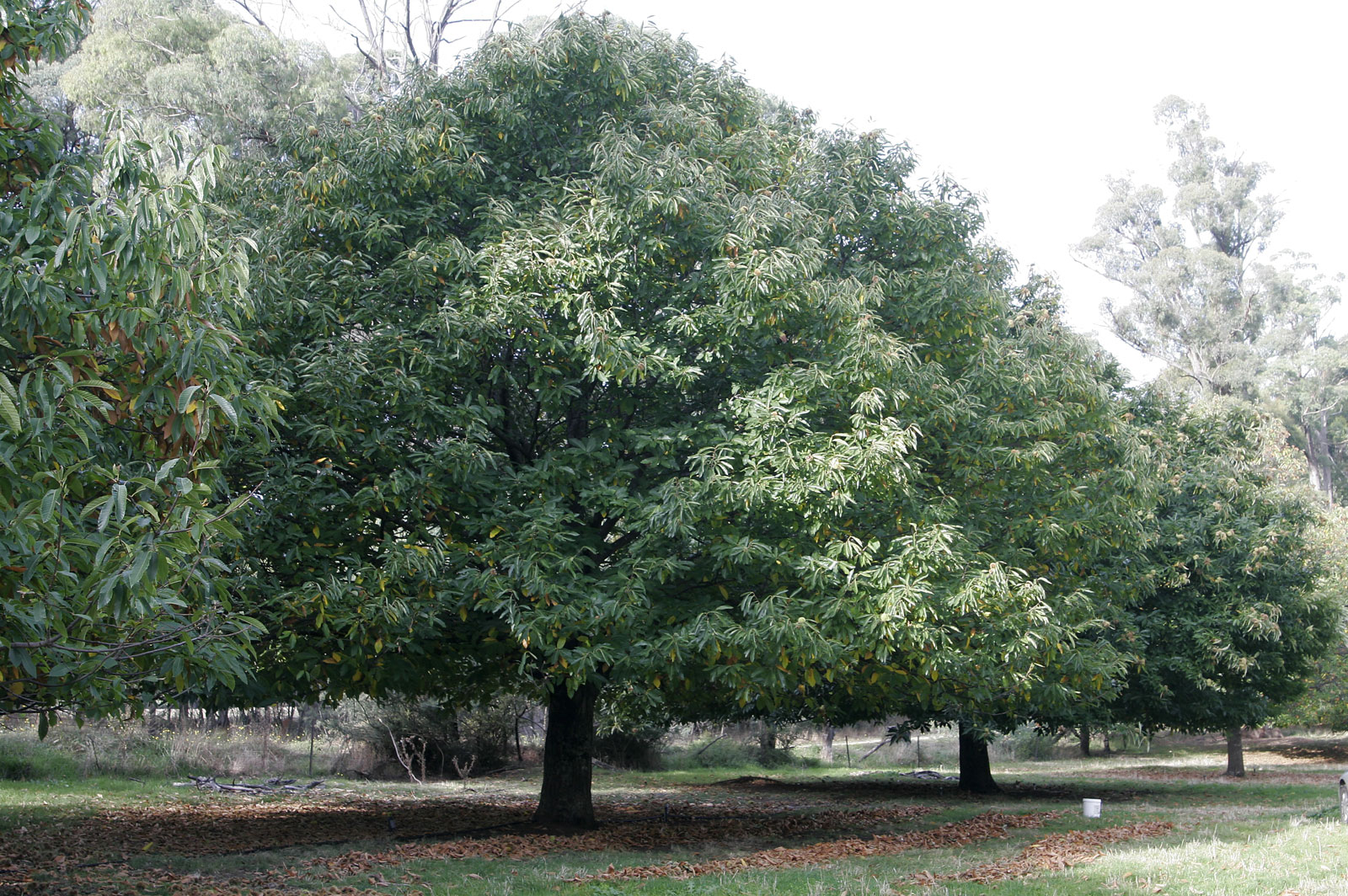
Castagno

La coltivazione del castagno ha costituito per secoli una delle forme più radicate e diffuse di sostentamento per il territorio appenninico e rappresenta un elemento del paesaggio tipico del territorio del Parco Nazionale. In parte per malattie e in parte per abbandono, il castagneto è una delle risorse del paesaggio culturale dell'Appennino più a rischio di degrado e perdita. Anche se
oggi la castanicoltura non costituisce più un elemento centrale nell'economia montana, il vasto patrimonio di tradizioni e conoscenze ad essa legato permane nella cultura della popolazione locale ed è oggetto di un interesse crescente e di una sensibilità sempre più diffusa se non dal punto di vista strettamente produttivo (anche se nel versante toscano del Parco vengono prodotte farine di castagne DOP) soprattutto per l'aspetto legato al turismo eco-compatibile. Ne sono un esempio il recupero di antichi metati utilizzati in passato per l'essiccazione delle castagne ed ora riconvertiti ad un uso ricettivo (es. i bivacchi della Val Bratica a Casarola, PR) e l'utilizzo dei castagneti come luogo di soggiorni didattico-culturali dedicati a studenti e ragazzi.

### I relitti

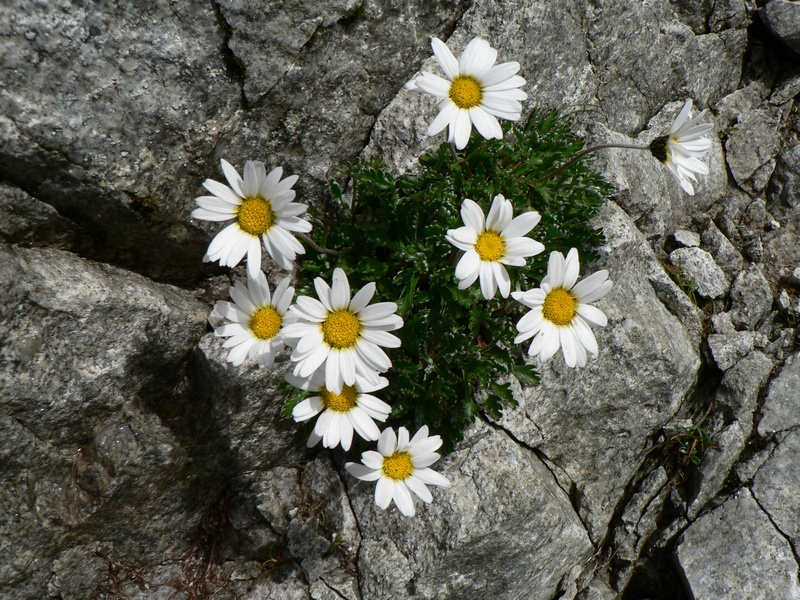
Margherita alpina

Per "specie relitta" si intende una specie che ancora vive in un'area nonostante siano profondamente mutate le condizioni climatiche che in passato ne hanno permesso la formazione. Durante l'epoca delle glaciazioni, infatti, arrivarono in Appennino specie artiche adattate ai climi freddi che sopravvivono ancora ai giorni nostri.
Lungo il versante settentrionale del crinale dell'Appennino tosco-emiliano, dove la neve può rimanere fino a estate inoltrata, sono attualmente presenti specie relitte tipicamente alpine quali il Salice erbaceo, Salice seghettato, Canapicchia glaciale, Piantaggine delle Alpi, Margherita alpina, Soldanella della silice, Cerastio a tre stimmi, Carice puzzolente. Altre specie relitte sono presenti negli ambienti umidi del Parco (Tricoforo alpino, Erioforo rotondo, Trifoglio bruno, Giunco di Jacquin), nei vaccinieti (Rododendro ferrugineo, Moretta comune), sulle creste più ventose e fra le rupi (Giunco delle creste, Silene di Svezia).
In quanto specie protette, non ne è consentita la raccolta.

### Specie endemiche
La flora italiana si presenta ricca di specie endemiche, cioè di specie esclusive di determinati territori. In particolare lungo tutta l'Italia peninsulare gli endemismi sono distribuiti prevalentemente sui diversi gruppi montuosi dell'Appennino. Anche il territorio del Parco nazionale dell'Appennino tosco-emiliano, per le sue caratteristiche orografiche e climatiche, ospita diverse specie endemiche, ovvero specie esclusive di questo tratto d'Appennino. Tra queste le più note sono: Vicia cusnae (sub-endemica), Festuca riccerii (endemica), Brachypodium genuense (comune, endemica) oltre alla Primula apennina (rara, endemica). In quanto specie protette, non ne è consentita la raccolta.

### Specie rare e minacciate

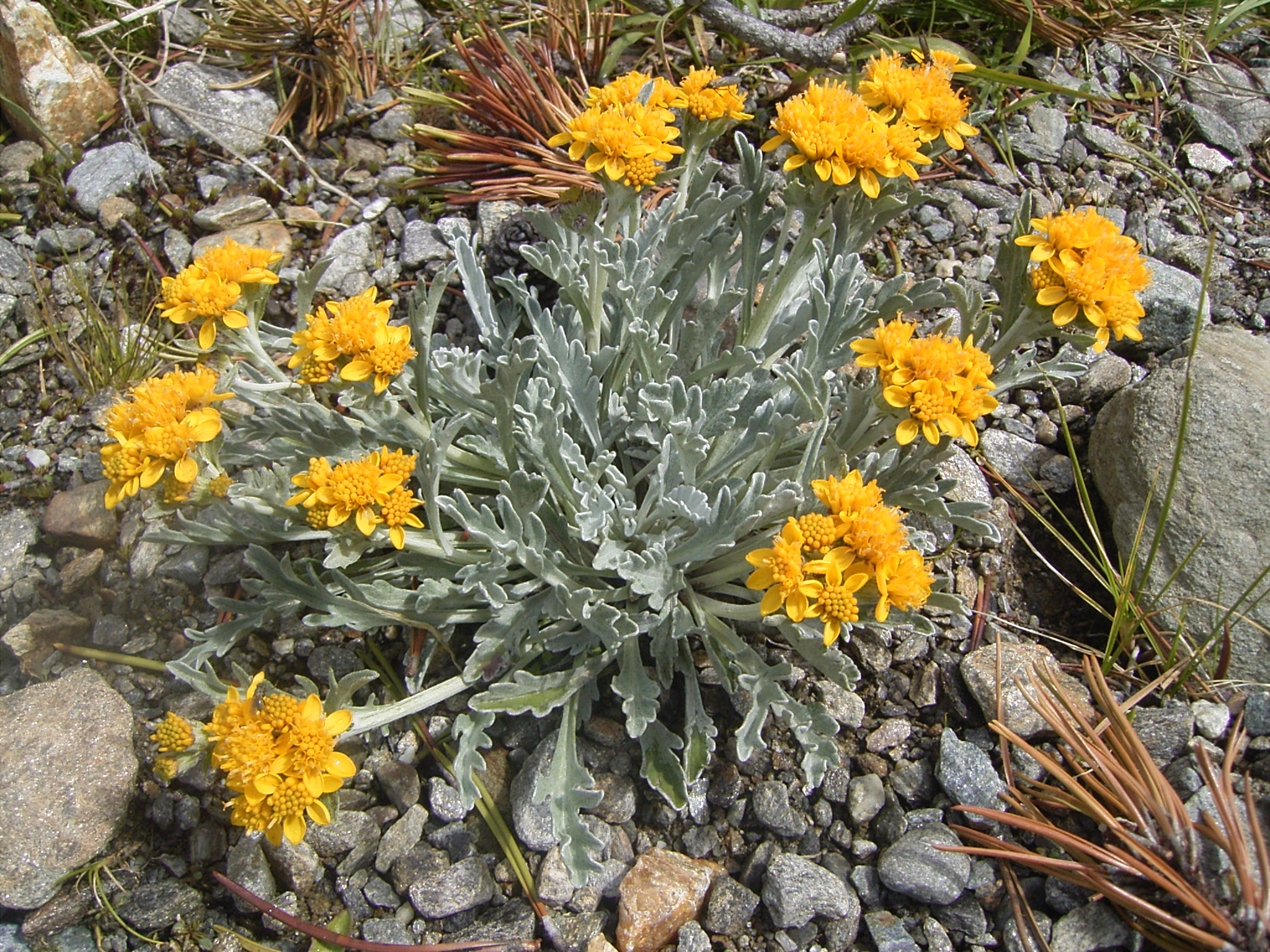
Senecione biancheggiante

Alcune specie vegetali presenti nel territorio del Parco sono tutelate da apposite leggi finalizzate a vietarne (o limitarne) la raccolta e ad impedire la distruzione degli habitat in cui vivono. Queste specie, infatti, sono presenti solo in alcune zone, sono rappresentate da un numero limitato di esemplari o sono state oggetto di eccessiva raccolta da parte dell'uomo o di alterazione degli habitat a causa delle attività umane e necessitano per questo di un particolare regime di tutela. Appartengono alle specie rare dell'Appennino tosco-emiliano: Salice erbaceo, Giunco di Jacquin, Sibbaldia, Lino capitato, Carice puzzolente, Senecione biancheggiante, Silene di Svezia, Rododendro ferrugineo, Mirtillo rosso ma anche  il Tulipano di montagna. In quanto specie protette, non ne è consentita la raccolta.

### Bosco di faggio
Il bosco di faggio occupa la fascia montana del Parco ed è tipico dei rilievi tra gli 900 e i 1.800 m di quota, dove si presenta in formazioni pure. Si tratta di boschi giovani, fitti e governati a ceduo. A determinare lo sviluppo in altezza del faggio è la fertilità del suolo: esemplari alti 25-30 metri si trovano solamente dove il terreno è profondo e fresco. Man mano che si sale di quota, per far fronte anche alle più esasperate condizioni ambientali, gli esemplari riducono progressivamente le loro dimensioni, fino ad assumere un aspetto basso e contorto in prossimità del limite della vegetazione arborea. Nelle faggete più mature e vetuste invece, meno fitte rispetto a quelle più giovani, il faggio assume un aspetto maestoso, caratterizzato da un tronco possente e da una chioma ampia ed espansa.

### Bosco delle Veline
Sul versante sud-ovest del monte Cusna, nel territorio del comune di Ligonchio, si trova la Costa delle Veline, nota soprattutto per il suo bellissimo bosco che in passato veniva tagliato frequentemente per produrre legna da ardere e che oggi si presenta come uno dei boschi di maggior pregio ed interesse all'interno del Parco. Si tratta infatti di una ampia foresta attualmente governata allo scopo di trasformare il preesistente ceduo in fustaia di Faggio. In realtà il Bosco delle Veline si trova oggi ancora in una fase transitoria che tuttavia caratterizza questo bosco come unico all'interno del Parco anche per la presenza di alcune piante secolari.
Tutt'attorno il paesaggio è caratterizzato da forme morfologiche che testimoniano il glacialismo che ha interessato anche questo tratto di Appennino settentrionale; all'interno del bosco delle Veline si possono infatti osservare alcuni massi erratici trasportati dall'imponente ghiacciaio che occupava gran parte della vallata durante il Würm.

### Foreste Val Parma

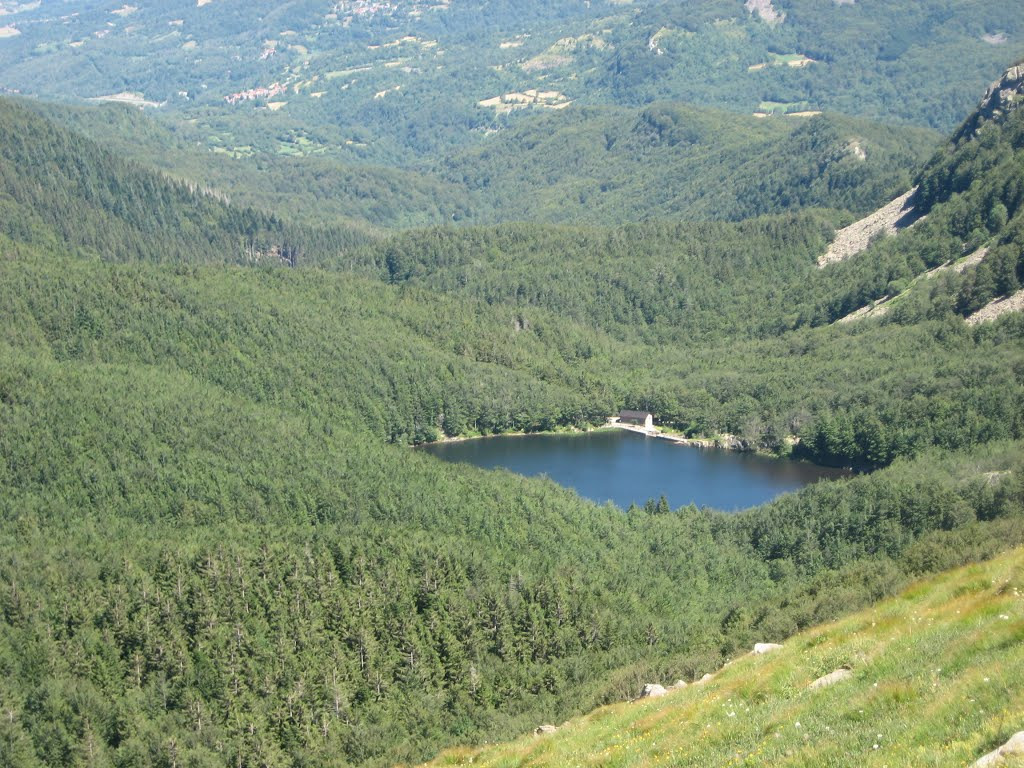
Riserva naturale Guadine Pradaccio

La vasta zona che comprende l'area tra Lagdei e la parte dell'Alta Val Cedra, nel comune di Monchio delle Corti (PR), si presenta come un'area di grande interesse naturalistico e paesaggistico; estesa per circa 1750 ettari e compresa tra i 1000 ed i 1600 metri di altitudine, fu acquistata nel 1914 dall'Azienda di Stato per le Foreste Demaniali. Il bosco ceduo di faggio è l'ambiente più rappresentato all'interno di questa porzione del territorio del Parco, anche se sono presenti vaste aree a conifere (Abete bianco), impiantate dal Corpo Forestale dello Stato nel corso di un'opera di rimboschimento pluri-decennale. Dal 1970 parte della foresta demaniale (289 ettari) rientra all'interno della Riserva naturale Guadine Pradaccio di competenza diretta del Corpo Forestale dello Stato; mentre la gestione del rimanente demanio forestale è di competenza della Comunità montana Appennino Parma Est.

## Fauna
Il territorio del Parco Nazionale comprende una grande varietà di ambienti che consente a moltissime specie animali di trovare le condizioni adatte per vivere e riprodursi.

### Lupo

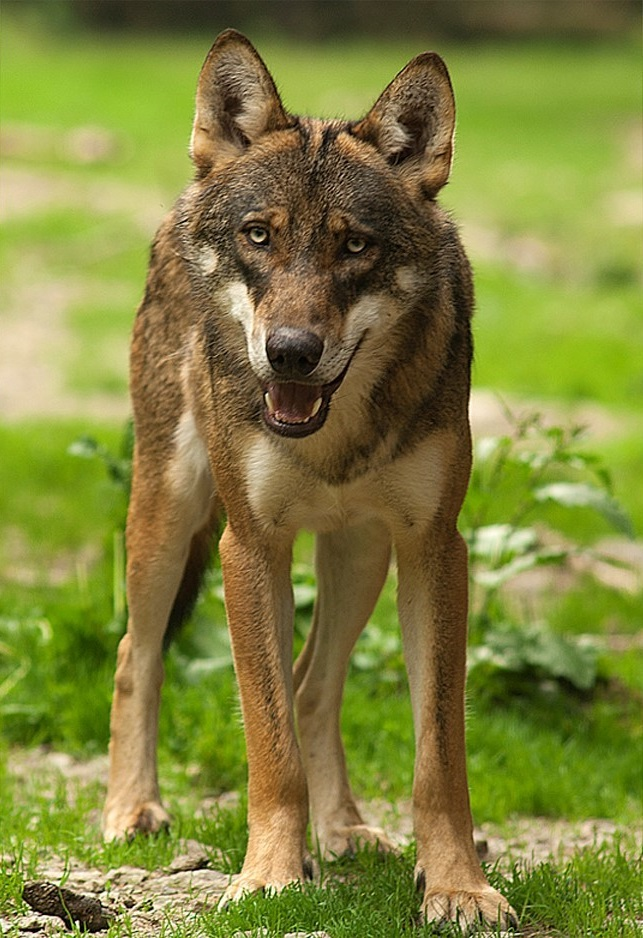
Lupo appenninico

Largamente diffuso su gran parte del territorio italiano fino agli anni venti del secolo scorso, il lupo è stato oggetto in passato di deliberati e persistenti interventi di eradicazione che lo hanno portato sull'orlo dell'estinzione. Intorno agli anni settanta si stimavano poche decine di individui (100-110) distribuiti in modo frammentario ed estremamente localizzato in pochi comprensori montani dell'Appennino centro-meridionale. In seguito a questa significativa contrazione numerica, il lupo è stato dichiarato nel 1971 specie non più cacciabile.
Oggi il lupo ha ripopolato spontaneamente e con continuità d'areale tutto l'Appennino e sta lentamente ricolonizzando con successo anche l'arco alpino. In Italia la popolazione attuale è stimata intorno ai 700-800 animali.
Nel territorio del Parco il lupo è stabilmente presente, ma il suo comportamento lo rende elusivo e difficilmente osservabile. Il Parco Nazionale è partner di un progetto Life per la diffusione di buone pratiche gestionali finalizzate a mitigare il conflitto tra lupo e zootecnia.

### Aquila

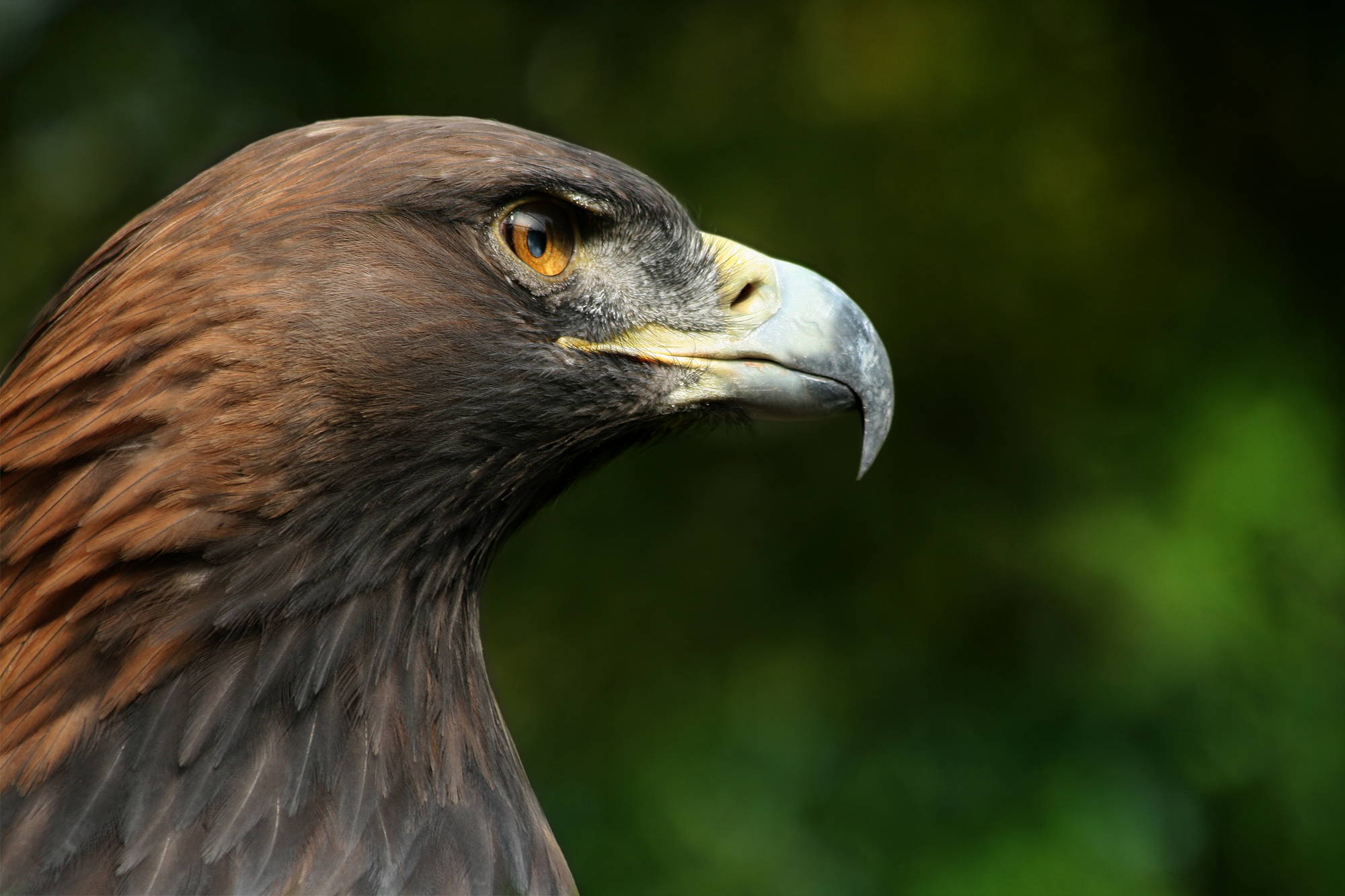
Aquila reale

Nel Parco Nazionale dell'Appennino tosco-emiliano sono segnalate cinque coppie di aquile reali. Non è difficile avvistare aquile in volo nelle valli del Bràtica, Parma, Cedra e Ozola, intorno al monte Navert e ai Prati di Sara. Sul versante toscano del Parco la si può osservare in volo nelle vicinanze della Pania di Corfino. Altre coppie di aquila reale sono presenti nelle aree protette limitrofe al Parco nazionale: nel Parco naturale regionale delle Alpi Apuane, nel Parco regionale dell'Alto Appennino Modenese e nella Riserva naturale Orrido di Botri.
Il territorio frequentato da ciascuna coppia è composto da un sito di nidificazione, con pareti rocciose ospitanti uno o più nidi, e da territori di caccia poco o per nulla boscati come le praterie d'alta quota. I siti di nidificazione sono collocati al di sotto dei territori di caccia estivi per agevolare il trasporto delle prede ai giovani nidiacei. Le aquile hanno tratto vantaggio dalla introduzione (nel secolo scorso) della marmotta alpina.
Il controllo del territorio di ciascuna coppia viene effettuato sia dal maschio che dalla femmina e, il più delle volte, si limita a manifestazioni aeree lungo il confine: voli a festoni e volteggi.
Per monitorare la presenza dell'aquila nel territorio del Parco è attivo il progetto "Studio preliminare sull'Aquila reale" finanziato dal Ministero dell'Ambiente.

### Cervo
Grosso ed elegante, il maschio del cervo europeo (Cervus elaphus) ha palchi imponenti e ramificati che ogni anno cadono per ricrescere nel periodo da marzo a giugno. Le dimensioni delle nuove corna sono in genere maggiori delle vecchie, ma dipendono dallo stato di salute dell'animale e dalle condizioni ambientali e di alimentazione.
Vive in branchi composti normalmente da sole femmine con i piccoli dell'anno e i giovani, mentre i maschi adulti fanno vita solitaria, riunendosi al branco delle femmine in autunno, al momento della riproduzione.
I boschi si riempiono allora dei loro bramiti, con cui ciascun maschio segnala la propria presenza sia alle femmine che ai rivali, con i quali può anche ingaggiare lotte per il possesso delle femmine.
Le femmine partoriscono un cucciolo normalmente nel mese di giugno.

### Falco pellegrino

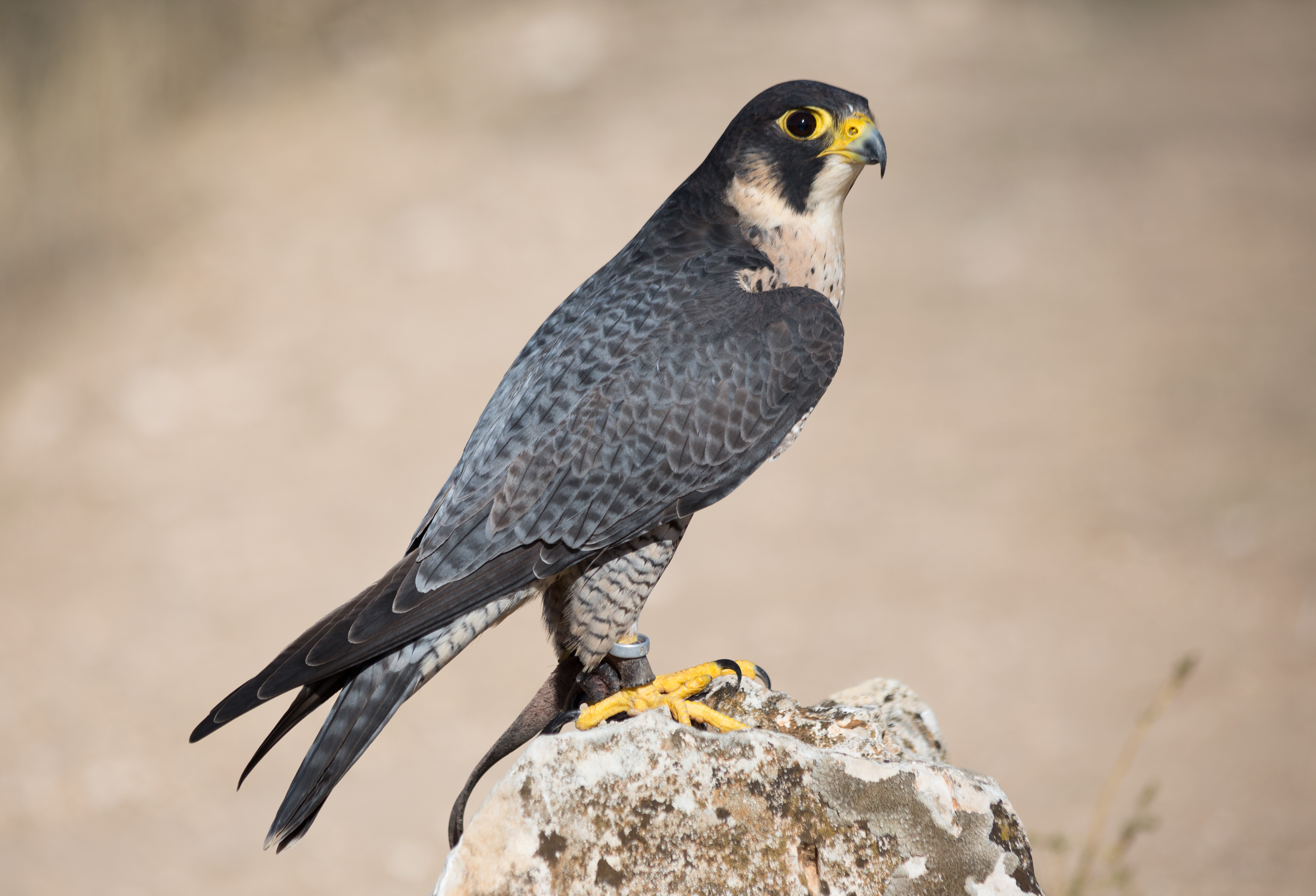
Falco pellegrino

Il falco pellegrino (Falco peregrinus) è un uccello maestoso dal corpo affusolato, con ali lunghe ed appuntite, coda corta e lunghi artigli perfettamente affilati.
Predilige gli ambienti aperti con emergenze rocciose fino a 1500 m di quota. In Italia nidifica frammentariamente lungo l'arco alpino e in tutto l'Appennino mentre è assente nelle zone costiere dell'Adriatico e in pianura.
Stanziale, nidifica fra le rocce occupando spesso i rifugi di altri uccelli della sua taglia. Si ciba di uccelli e occasionalmente di piccoli mammiferi terrestri, pipistrelli e insetti; caccia abbattendosi con picchiate rapidissime sulla preda, afferrandola in volo grazie agli artigli che offrono una presa infallibile. Il volo è potente e veloce anche se non maestoso come quello dell'aquila. Il grido è vario e piuttosto chiassoso, caratterizzato da richiami acuti, schiocchi e pigolii prolungati.

### Capriolo

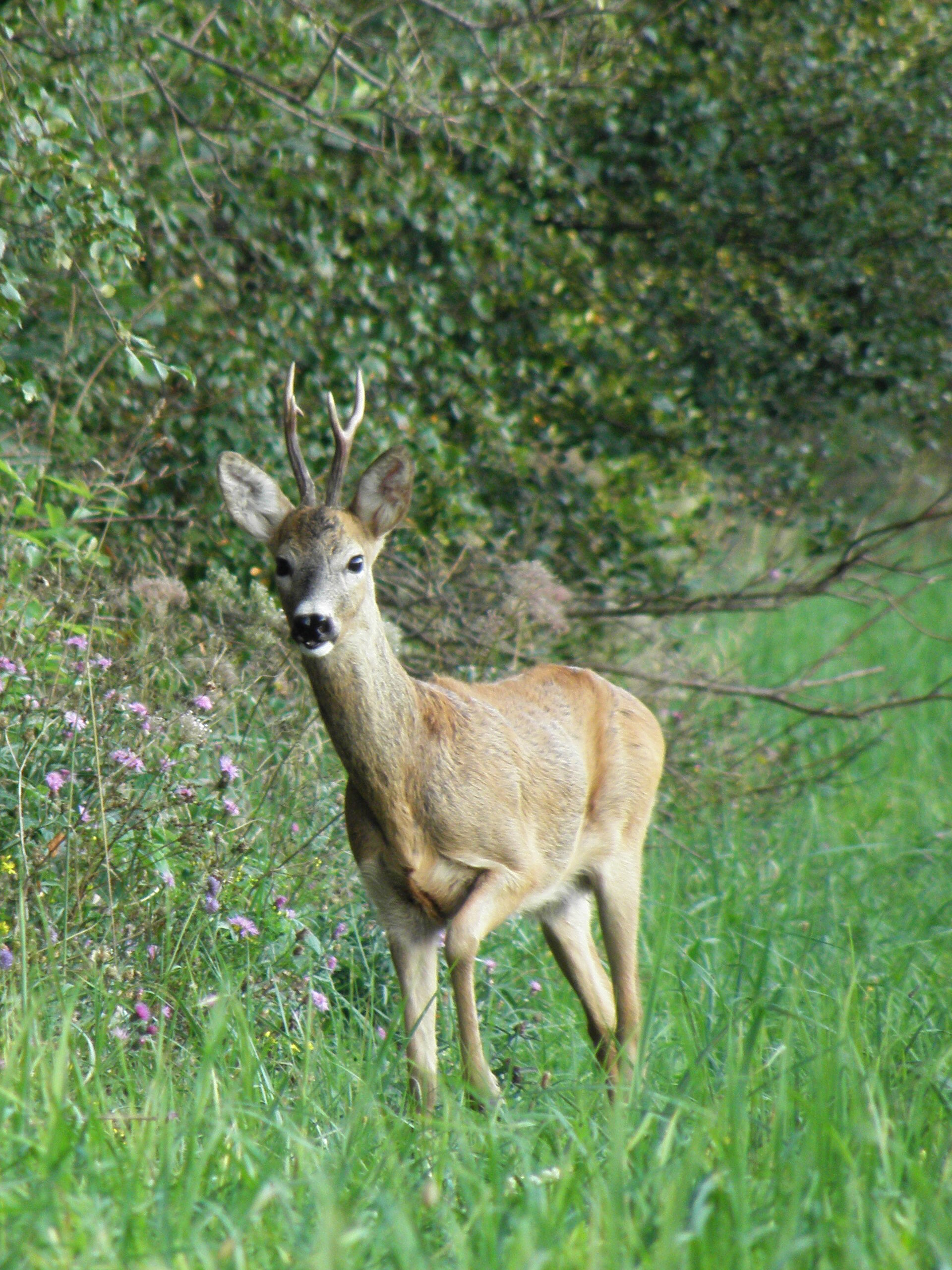
Capriolo

Il capriolo (Capreolus capreolus) è un ungulato di piccole dimensioni. I maschi adulti presentano palchi corti, normalmente con 3 punte che vengono persi ogni anno (da ottobre a dicembre a seconda dell'età) per ricrescere alla fine dell'inverno.
Il mantello è di colore rosso-bruno in estate e grigio-bruno in inverno, con una evidente chiazza di colore bianco sul posteriore. Il capriolo è diffuso su tutto il territorio del Parco, frequenta soprattutto boschi aperti con fitto sottobosco inframmezzato da radure e zone cespugliose.
È un animale tendenzialmente solitario con abitudini crepuscolari; tuttavia, durante l'inverno si possono formare gruppi sociali costituiti da più femmine con i piccoli dell'anno ed uno o più maschi adulti.

### Poiana
La poiana (Buteo buteo) è uno dei rapaci diurni più comuni d'Europa e il suo areale si estende fino al continente asiatico.
Di forma compatta, con ali ampie e arrotondate e una coda piuttosto corta, in volo la poiana ricorda un'aquila ma si distingue da questa per la colorazione del piumaggio, le dimensioni e per la testa che appare incassata fra le spalle.
Frequenta boschi collinari e montani ricchi di radure, spesso sorvolate con il caratteristico volo veleggiato, una tecnica che gli consente di sfruttare al meglio le correnti d'aria calda.
Predatore di medie dimensioni, si nutre soprattutto di piccoli mammiferi e solo occasionalmente di carogne. Nidifica in ambienti rocciosi o su alberi ed è una specie diffusamente monogama.
Durante la parata nuziale, il maschio di poiana esegue un caratteristico volo a festoni accompagnato da potenti vocalizzazioni udibili anche a grande distanza.

### Arvicola delle nevi

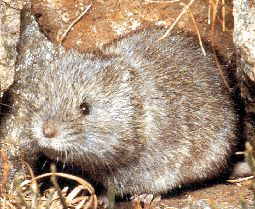
Arvicola delle nevi

L'arvicola delle nevi (Chionomys nivalis) è un piccolo roditore diurno vegetariano che si nutre di piante d'alta quota e di mirtilli.
È diffusa nelle praterie e nei cespuglieti radi situati oltre il limite superiore della vegetazione forestale. È attiva anche in inverno, sotto il manto nevoso, grazie alle provviste accumulate nella buona stagione; poco prima del disgelo costruisce barriere di terra davanti alle entrate della tana per evitare allagamenti. La stagione riproduttiva inizia a fine aprile e prosegue fino ad agosto, con 1-2 nidiate di 2-7 piccoli ciascuna.
Riveste un rilevante ruolo ecologico essendo una delle poche prede presenti al di sopra del limite della vegetazione arborea. Costituisce infatti una fondamentale risorsa trofica per alcuni carnivori e contribuisce alla rigenerazione della vegetazione d'alta quota.
Rappresenta un importante relitto glaciale dell'Appennino tosco-emiliano; è presente nelle praterie d'alta quota della zona del Monte Prado.

### Tritone alpestre

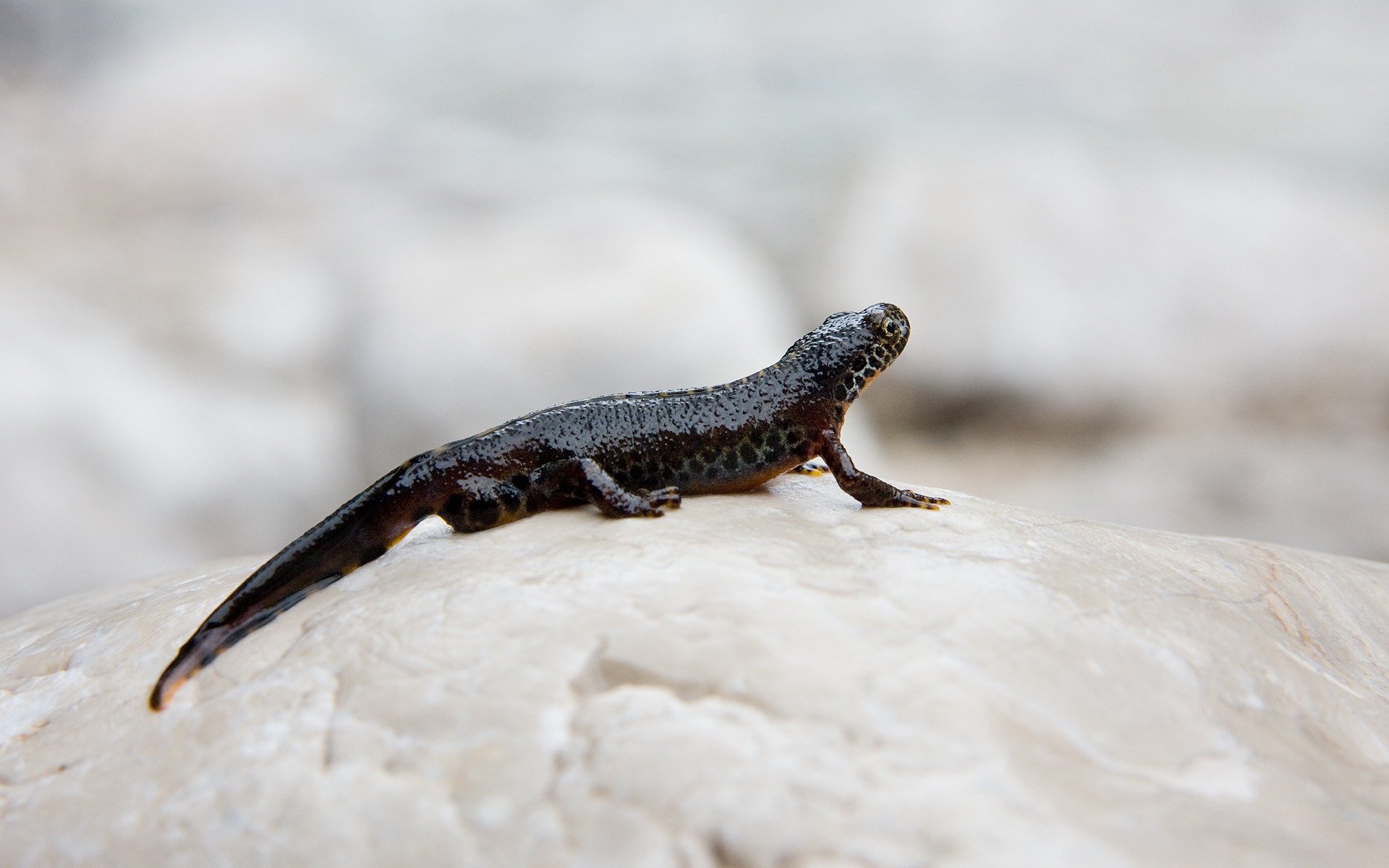
Tritone alpestre

Anfibio di piccole dimensioni assai diffuso nell'Europa centro-meridionale, il tritone alpestre (Ichthyosaura alpestris) è presente in Italia con diverse popolazioni distribuite sull'arco alpino e lungo la catena appenninica, dove è da considerarsi relitto di origine glaciale. Fra tutte le specie di tritoni presenti in Italia è quella più legata all'acqua: predilige le acque ferme o a debole corrente come pozze, laghetti, abbeveratoi, fontanili, preferibilmente con acque fresche e scarsamente vegetate, nelle quali si riproduce in primavera.
L'accoppiamento è preceduto da una complessa danza nuziale e durante il periodo degli amori il maschio sviluppa una caratteristica cresta vertebrale ed una colorazione dorsale spiccatamente azzurra che, combinate con le parti ventrali giallo-arancio, lo rendono particolarmente appariscente.
La sua sopravvivenza è fortemente minacciata dalla distruzione e alterazione degli habitat acquatici e dalle immissioni di pesci carnivori, come i salmonidi.

### Chirotteri
I chirotteri (Chiroptera), meglio conosciuti come pipistrelli, rappresentano un terzo delle specie dei mammiferi italiani. Occupano un ruolo ecologico fondamentale in quanto predatori notturni di insetti: un individuo è in grado di mangiare fino a 3000 insetti in una sola notte (circa 10 kg di insetti per colonia ogni notte). I chirotteri sono gli unici mammiferi alati e capaci di volare; l'ala consiste in una membrana cutanea tesa fra i lati del corpo e gli arti posteriore e anteriore, quest'ultimo estremamente allungato soprattutto in corrispondenza della mano. I chirotteri riposano a testa in giù; le dita delle zampe posteriori sono dotate di unghie molto acuminate, che permettono al pipistrello di agganciarsi a
qualsiasi piccola asperità. Si orientano nella notte utilizzando un sistema di ecolocalizzazione: emettono ultrasuoni che, come un segnale sonar, rimbalzano sugli ostacoli e sulle prede tornando all'animale; in questo modo riescono a localizzare gli oggetti circostanti. A causa delle alterazioni ambientali provocate dall'uomo sono divenuti uno dei gruppi faunistici più minacciati.
Nel Parco sono presenti il Rinolofo maggiore, il Vespertilio di Blyth e il Miniottero.

## Organi istituzionali
Gli organi dell'Ente Parco sono:
- Il Presidente del Parco.
- Il Consiglio Direttivo. Organo di indirizzo e controllo politico-Amministrativo dell'Ente Parco,
- Il Collegio dei Revisori dei Conti. Organo di vigilanza e controllo sulla gestione contabile dell'Ente Parco.

- La Comunità del Parco, composta dai rappresentanti di tutti gli Enti Locali (Comuni, Comunità Montane, Province) su cui si estende il Parco nazionale e delle Regioni Toscana ed Emilia-Romagna.

## Sedi dell'Ente
Le sedi in cui si trovano gli uffici amministrativi dell'Ente sono:
- Sede dell'Ente: Sassalbo-Fivizzano (MS) 0585/947200
- Sede della Comunità del Parco: Ligonchio (RE) 0522/899402
- Punto operativo: c/o Colonia Montana, Corniglio (PR)
- Punto operativo: Riserva Statale Orecchiella, località Orecchiella, San Romano in Garfagnana (LU)

## Centri Visita
I Centri Visita del Parco sono strutturati come punti informativi e di accoglienza collocati in strutture ricettive già esistenti sul suo territorio che garantiscono ospitalità durante tutto l'anno, vendita di prodotti tipici, consultazione, distribuzione e vendita di materiale del Parco e offerta di servizi informativi, di accompagnamento e di noleggio di attrezzature sportive.
Attualmente sono attivi dieci Centri Visita presso:
- Agriturismo "Il Grillo" - Giuncugnano (LU)
- Agriturismo "Montagna Verde" - Apella, Licciana Nardi (MS)
- Agriturismo "Valle dei Cavalieri" - Succiso, Ramiseto (RE)
- Albergo Ristorante "Passo del Cerreto" - Ventasso (RE)
- Albergo Ristorante "Val Dolo" - Villa Minozzo (RE)
- Hotel Miramonti - Comano (MS)
- Rifugio dell'Aqulia - Ventasso (RE)
- Ostello "La Scuola" - Villa Minozzo (RE)
- Rifugio Lagdei - Bosco di Corniglio (PR)
- Rifugio Pratizzano - Ventasso (RE)

Oltre ai Centri Visita, ci sono una serie di Info point dove si possono trovare informazioni turistiche ed acquistare prodotti tipici del territorio.

## Accessibilità
Il Parco Nazionale è raggiungibile da più punti. Se si arriva da Nord si può percorrere la Strada statale 62 della Cisa partendo da Parma in direzione Sarzana e in alternativa è possibile percorrere la Autostrada A15 in direzione La Spezia. Arrivando invece a Reggio Emilia attraverso l'Autostrada A1 è possibile percorrere la Strada statale 63 in direzione La Spezia.
Arrivando dal Centro e Sud Italia si può entrare nel territorio del Parco Nazionale sia da Lucca sia da Massa Carrara. Partendo da Lucca è possibile percorrere la Strada statale 12 per poi passare alla Strada statale 445 della Garfagnana in direzione Gassano (MS).